# Poupa Claudio
 (décembre 2017).
Poupa Claudio est un guitariste chanteur français de Blues, Reggae et de folk originaire de Toulon (Var).

## Biographie
Amateur de folk et de blues, Poupa Claudio découvre le reggae en 1979 lors d'un voyage à Londres. Il décide alors de se tourner vers ce genre musical.
Le groupe Poupa Claudio et Ragga Melody donne son premier concert au Crep des Lices à Toulon, en 1988, en première partie du vétéran marseillais Jo Corbeau.
Le 14 juillet 1989, jour du bicentenaire, le groupe Poupa Claudio et Ragga Melody se produit sur les plages du Mourillon à Toulon et remporte le concours musical organisé ce soir-là.
En 1991, il joue pour la Fête de la musique devant plus de 20 000 personnes au Trocadero à Paris.
Le 28 mars 2008, Poupa Claudio fête ses 20 ans de carrière lors d'un concert à Toulon. Il est accompagné sur scène par le groupe No More Babylon et plusieurs sound-system locaux.

## Discographie
- 1992 : Sur la version (Island Records)
- 1998 : Mistral en poupe (Island Records)
- 2014 : Sur ma route